# John Olorunfemi Onaiyekan
John Olorunfemi Onaiyekan (Kabba, 29 gennaio 1944) è un cardinale e arcivescovo cattolico nigeriano.

## Biografia
Nasce il 29 gennaio 1944 a Kabba.
Il 3 agosto 1969 viene ordinato sacerdote.
Il 10 settembre 1982 viene nominato vescovo titolare di Tunusuda ed ausiliare di Ilorin. Riceve la consacrazione episcopale il 6 gennaio 1983 da papa Giovanni Paolo II.
Il 20 ottobre 1984 viene nominato vescovo di Ilorin.
Il 7 luglio 1990 viene nominato vescovo coadiutore di Abuja. Il 28 settembre 1992 succede alla medesima sede al cardinale Dominic Ignatius Ekandem, dimessosi per raggiunti limiti di età.
Il 26 marzo 1994, a seguito dell'elevazione della diocesi di Abuja al rango di arcidiocesi metropolitana, diventa primo arcivescovo metropolita di Abuja.
Dal 2000 al 2006 è presidente della Conferenza episcopale nigeriana, mentre dal 2003 al 2009 guida la Conferenza episcopale della regione ovest dell'Africa anglofona.
Nel quinquennio 2003-2007 è presidente del Simposio delle conferenze episcopali di Africa e Madagascar.
Nel maggio 2007 partecipa alla V conferenza episcopale latinoamericana ad Aparecida.
Papa Benedetto XVI lo nomina cardinale presbitero di San Saturnino nel concistoro ordinario pubblico del 24 novembre 2012. Prende parte al conclave del 2013.
Dal 3 luglio 2013 al 19 febbraio 2018 ricopre anche l'ufficio di amministratore apostolico ad nutum Sanctae Sedis di Ahiara.
Il 28 ottobre 2016 papa Francesco lo nomina membro della Congregazione per il culto divino e la disciplina dei sacramenti.
Il 9 novembre 2019 lo stesso papa accoglie la sua rinuncia al governo dell'arcidiocesi di Abuja per raggiunti limiti di età; gli succede, per coadiutoria, l'arcivescovo Ignatius Ayau Kaigama.
Il 29 gennaio 2024 ha compiuto ottant'anni e, in base a quanto disposto dal motu proprio Ingravescentem Aetatem di papa Paolo VI del 1970, è uscito dal novero dei cardinali elettori ed è decaduto da tutti gli incarichi ricoperti nella Curia romana.

## Genealogia episcopale e successione apostolica
La genealogia episcopale è:
- Cardinale Scipione Rebiba
- Cardinale Giulio Antonio Santori
- Cardinale Girolamo Bernerio, O.P.
- Arcivescovo Galeazzo Sanvitale
- Cardinale Ludovico Ludovisi
- Cardinale Luigi Caetani
- Cardinale Ulderico Carpegna
- Cardinale Paluzzo Paluzzi Altieri degli Albertoni
- Papa Benedetto XIII
- Papa Benedetto XIV
- Papa Clemente XIII
- Cardinale Enrico Benedetto Stuart
- Papa Leone XII
- Cardinale Chiarissimo Falconieri Mellini
- Cardinale Camillo Di Pietro
- Cardinale Mieczysław Halka Ledóchowski
- Cardinale Jan Maurycy Paweł Puzyna de Kosielsko
- Arcivescovo Józef Bilczewski
- Arcivescovo Bolesław Twardowski
- Arcivescovo Eugeniusz Baziak
- Papa Giovanni Paolo II
- Cardinale John Olorunfemi Onaiyekan

La successione apostolica è:
- Vescovo Michael Ekwoy Apochi (2003)
- Vescovo Martin Dada Abejide Olorunmolu (2006)
- Vescovo Anselm Umoren, M.S.P. (2012)
- Vescovo Godfrey Igwebuike Onah (2013)
- Vescovo Michael Gobal Gokum (2014)